# Вест-Логан (Західна Вірджинія)
Вест-Логан (англ. West Logan) — місто (англ. town) в США, в окрузі Лоґан штату Західна Вірджинія. Населення — 399 осіб (2020).

## Географія
Вест-Логан розташований за координатами 37°52′4″ пн. ш. 81°59′26″ зх. д. / 37.86778° пн. ш. 81.99056° зх. д. (37.867879, -81.990648).  За даними Бюро перепису населення США в 2010 році місто мало площу 0,87 км², уся площа — суходіл.

## Демографія
Згідно з переписом 2010 року, у місті мешкали 424 особи в 188 домогосподарствах у складі 109 родин. Густота населення становила 485 осіб/км².  Було 221 помешкання (253/км²).
Расовий склад населення:
| - 97,4 % — білих - 0,9 % — азіатів - 0,2 % — чорних або афроамериканців |

До двох чи більше рас належало 1,4 %. Частка іспаномовних становила 0,0 % від усіх жителів.
За віковим діапазоном населення розподілялося таким чином: 21,7 % — особи молодші 18 років, 60,4 % — особи у віці 18—64 років, 17,9 % — особи у віці 65 років та старші. Медіана віку мешканця становила 38,8 року. На 100 осіб жіночої статі у місті припадало 86,0 чоловіків;  на 100 жінок у віці від 18 років та старших — 87,6 чоловіків також старших 18 років.
Середній дохід на одне домашнє господарство  становив 48 890 доларів США (медіана — 40 750), а середній дохід на одну сім'ю — 54 826 доларів (медіана — 46 250). Медіана доходів становила 38 250 доларів для чоловіків та 35 250 доларів для жінок. За межею бідності перебувало 12,9 % осіб, у тому числі 16,8 % дітей у віці до 18 років та 11,3 % осіб у віці 65 років та старших.
Цивільне працевлаштоване населення становило 221 осіб. Основні галузі зайнятості: мистецтво, розваги та відпочинок — 32,1 %, освіта, охорона здоров'я та соціальна допомога — 24,0 %, роздрібна торгівля — 8,1 %, сільське господарство, лісництво, риболовля — 7,7 %.